# Ekaterina Lisunova
Pour les articles homonymes, voir Lissounova.
Ekaterina Lisunova (en russe : Екатерина Андреевна Лисунова, Ekaterina Andreïevna Lissounova) est une joueuse russe de water-polo née le 6 octobre 1989 à Lviv. Elle a remporté avec l'équipe de Russie la médaille de bronze du tournoi féminin aux Jeux olympiques d'été de 2016 à Rio de Janeiro.